# Miłość własna
Miłość własna – miłość do samego siebie, kierowana pragnieniem własnego szczęścia. Często kojarzona z egoizmem, choć nie są to synonimy.
We współczesnej duchowości chrześcijańskiej podkreśla się, że miłość własna sama w sobie nie jest zła. Złe jest tylko nadmierne skupianie uwagi na sobie (egoizm, narcyzm). 
Św. Augustyn podkreślał:

Kto nie umie kochać siebie, nie umie też kochać bliźniego

Św. Tomasz z Akwinu pisał, że człowiek z natury został stworzony do ukochania wszelkiego dobra, włącznie ze swoim własnym. Miłość do samego siebie ubogaca się i doskonali poprzez bezinteresowną miłość do innych. Miłość jaką ktoś darzy drugą osobę, "wynika z miłości, jaką ma wobec samego siebie".
Naturalna miłość do samego siebie to niezbędna i niezbywalna troska o zachowanie własnego istnienia i jego doskonały rozwój aż do osiągnięcia ostatecznego szczytu. 
Miłość jest idealnym wzorcem dla rozwoju wszelkich osobowych możliwości, wśród których jest dążenie do bycia szczęśliwym i uszczęśliwiania innych.